# Claudio Arrau

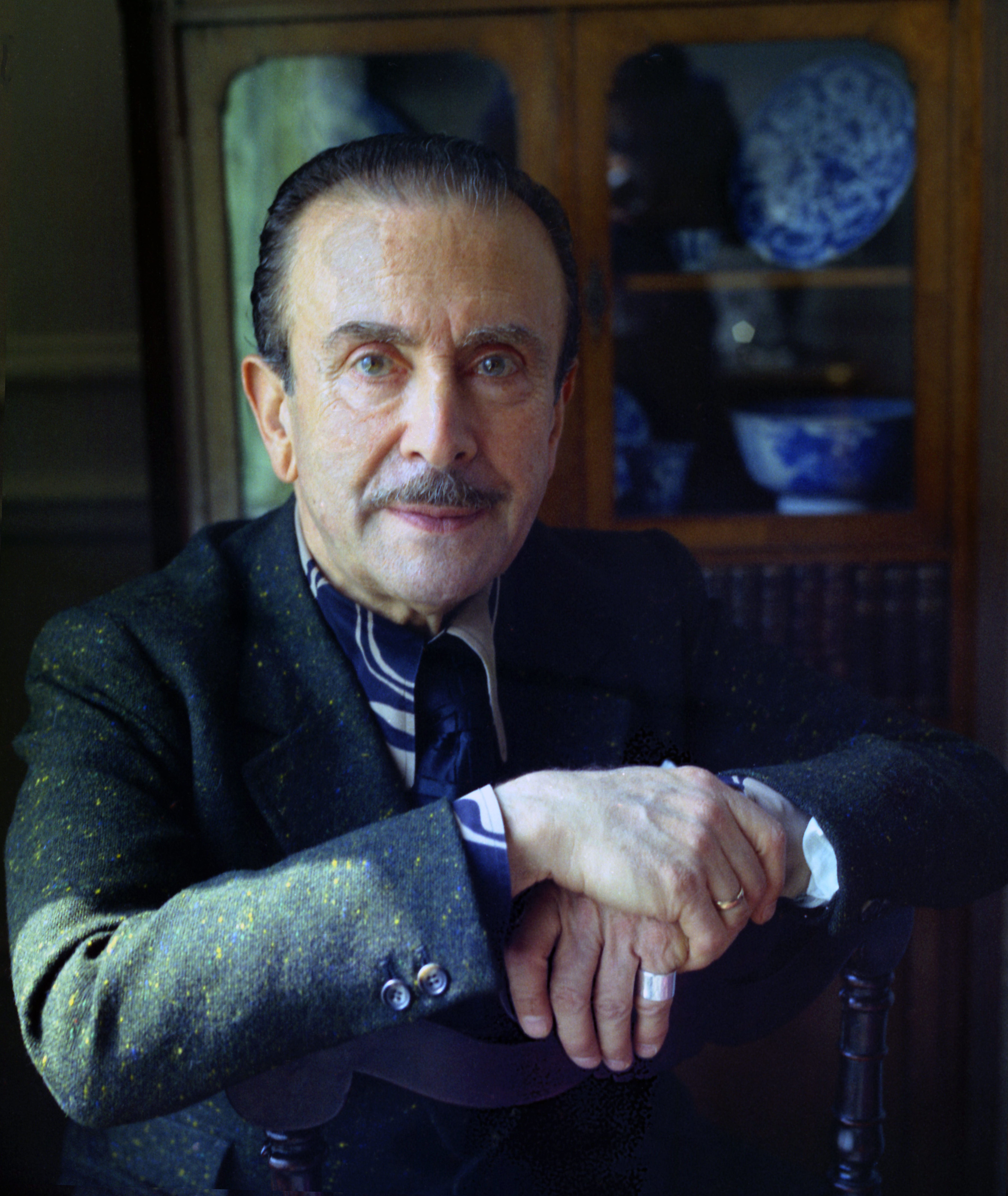
Claudio Arrau in 1974.

Claudio Arrau León (Chillán, 6 februari 1903 – Mürzzuschlag, 9 juni 1991) was een Chileens pianist.
Arrau Léon stond bekend om zijn intense interpretaties van een zeer uitgebreid repertoire dat zich uitstrekte van barokmuziek tot twintigste-eeuwse moderne werken. Met name zijn opnamen van Beethoven, Chopin, Liszt en Schumann staan hoog aangeschreven. Hij wordt beschouwd als een van de meest veelzijdige en invloedrijke uitvoerend pianosolisten van de twintigste eeuw.
Arrau volgde een belangrijk deel van zijn opleiding in Duitsland. Zijn interpretaties kenmerken zich door trage tempi en vaak zeer donkere ondertonen, waardoor ze iets ernstigs, 'zwaars' en ingekeerds hebben.